# OGLE-TR-211b
 OGLE-TR-211 b是一個環繞 OGLE-TR-211的恆星，比木星稍微大一點，每 3.7 天環繞母恆星一圈。